# Monsta X
Monsta X (tiếng Hàn Quốc: 몬스타엑스, tiếng Nhật: モンスタ・エックス) là một nhóm nhạc nam Hàn Quốc được thành lập và quản lý bởi công ty Starship Entertainment vào năm 2015 thông qua chương trình truyền hình thực tế sống còn NO.MERCY (노머시) do Mnet tổ chức. Đội hình cuối cùng của nhóm bao gồm 7 thành viên: Shownu, Wonho, Minhyuk, Kihyun, Hyungwon, Joohoney và I.M. Nhóm chính thức ra mắt vào ngày 14 tháng 5 năm 2015 với mini-album đầu tay Trespass. Ngày 31 tháng 10 năm 2019, công ty chủ quản đăng tuyên bố thành viên Wonho chính thức rời nhóm sau tin đồn sử dụng chất kích thích (ngày 14 tháng 3 năm 2020, theo kết luận của cuộc điều tra, tin đồn được xác minh là không đúng sự thật) MONSTA X tiếp tục hoạt động với 6 thành viên.

## Ý nghĩa tên gọi
Tên của nhóm Monsta X có nguồn gốc từ chữ "mon" có nghĩa là "tôi" trong tiếng Pháp và "sta" được rút ngắn từ "star" (ngôi sao). Bởi vậy "Monsta" có thể hiểu là "my star" (ngôi sao của tôi). Trong khi đó, "X" là biểu tượng cho sự bí ẩn, không thể đoán trước.
Ngoài ra, "Monsta" còn là cách viết cách điệu của "Monster" (quái vật), với ý nghĩa họ là những con quái vật sẽ san phẳng Kpop và sở hữu trái tim của bạn.

## Lịch sử

### 2014 - 2015: Tham gia chương trình sống còn. Ra mắt với tư cách nhóm nam 7 thành viên
- Nhóm được thành lập do kết quả của một chương trình sống còn mang tên No.Mercy, được Starship Entertainment và Mnet phối hợp sản xuất vào tháng 12 năm 2014. Có tất cả 13 thực tập sinh tham gia chương trình này (khi mới bắt đầu, chỉ có 12 thực tập sinh tham gia, I.M được thêm vào trong tập 8 của chương trình). Những người tham gia phải thực hiện những nhiệm vụ khác nhau, được trao cơ hội làm việc trực tiếp với các nghệ sĩ của Starship Entertainment như Rhymer, San E, Giriboy, Genius Nochang... Các thực tập sinh vừa hợp tác vừa cạnh tranh lẫn nhau để giành lấy cơ hội được ra mắt. Đêm chung kết, sau khi thử thách cuối cùng kết thúc, Shownu, Wonho, Minhyuk, Kihyun, Hyungwon, Jooheon và I.M chính là 7 cái tên được xướng lên. Nhóm nhạc nam tiếp theo của Starship Entertainment bắt đầu từ đây.
- Jooheon, Hyungwon và I.M cũng đã phát hành bài hát "Interstellar" của họ vào ngày 12 tháng 2, được sản xuất cho nhiệm vụ cuối cùng của No.Mercy bởi nhà sản xuất Yella Diamond.
- Monsta X chính thức ra mắt sau khi mini album đầu tay của họ, "Trespass", được phát hành vào ngày 14 tháng 5 năm 2015. Bài hát cùng tên được sản xuất bởi Rhymer và được mô tả là một "ca khúc mạnh mẽ và sắc sảo phản ánh sự độc đáo của Monsta X".
- "Trespass" bao gồm bảy bài hát khác nhau, rapper Jooheon là thành viên tham gia nhiều nhất trong quá trình sản xuất album và sáng tác một số bài hát, bao gồm "One Love", "Steal Your Heart" và "Blue Moon". Jooheon và I.M cũng tham gia vào việc sáng tác một số bài hát. Kihyun và Wonho cũng đóng góp vào việc viết lời bài hát cho album.
- Vào ngày 7 tháng 9, nhóm trở lại với mini album thứ hai mang tên "Rush". Ca khúc chủ đề cùng tên được mô tả là một bài hát đại diện cho phong cách riêng của nhóm, được sản xuất bởi Giriboy. Keone Madrid đã biên đạo vũ đạo và Joo Hee-sun chỉ đạo video âm nhạc. "Rush" bao gồm sáu bài hát được sản xuất bởi Mad Clown, Crybaby và Rhymer. Jooheon cũng tham gia sáng tác phần rap cho năm trong số sáu bài hát, trong khi I.M tham gia vào bốn bài hát, bao gồm cả ca khúc chủ đề "Rush".
- Vào năm 2015, Monsta X cũng đã biểu diễn tại KCON 2015 ở Los Angeles, đây là buổi biểu diễn đầu tiên của nhóm ở Hoa Kỳ.
- Tại Mnet Asian Music Awards 2015, Monsta X đã nhận được giải thưởng "Nghệ sĩ châu Á thế hệ tiếp theo". Họ cũng đã được trao "Giải thưởng biểu diễn 1theK" tại Giải thưởng âm nhạc Melon 2015.

### 2016: The Clan Pt.1 - Lost và The Clan Pt.2 - Guilty
- Vào tháng 1 năm 2016, nhóm đã tham gia một chương trình tạp kỹ mới có tên "MONSTA X Right Now".
- Vào tháng 4 năm 2016, nhóm đã tham gia vào một chương trình của Trung Quốc có tên "The Remix", được phát sóng vào tháng 6 trên Đài truyền hình Giang Tô. Chương trình tổ chức một cuộc thi phối lại trong chương trình và mỗi người tham gia nhận được một bài học từ người cố vấn được chỉ định và thực hiện giai đoạn của nó bằng cách phối lại âm nhạc đại diện của Trung Quốc. Monsta X cũng xuất hiện trong một bộ phim truyền hình Trung Quốc "Good evening, teacher", nhận được phản hồi tích cực từ người xem địa phương.
- Album mini thứ ba của Monsta X, "The Clan Pt.1 - Lost" đã được phát hành vào ngày 18 tháng 5 với ca khúc chủ đề "All In". Album này là mở đầu cho chuỗi câu chuyện bao gồm 2.5 phần sẽ được tiếp tục trong những album sau này của nhóm. MV "All In" được chỉ đạo sản xuất bởi nhà làm phim Shin Dong-keul, trước đây đã thắng giải tại Liên hoan phim Quốc tế Canada. Ngoài ra, trong album này, ca khúc "Ex girl" có sự góp giọng của Wheein (Mamamoo). Album đã ra mắt ở vị trí thứ 5 trên Bảng xếp hạng album thế giới của Billboard và duy trì hai tuần liên tiếp.
- Vào tháng 7 năm 2016, Monsta X đã tổ chức solo concert đầu tiên của họ, MONSTA X "X-Clan Origins" từ ngày 16 tháng 7 đến ngày 17 tháng 7, đã được bán hết vé sau năm phút.
- Tháng 8 2016, MONSTA X cùng Cosmic Girls tham gia làm người mẫu cho nhãn hiệu điện thoại KT và thành lập nhóm dự án và đã phát hành cùng nhau phát hành một bài hát
- Album mini thứ tư của Monsta X và phần thứ hai của loạt "The Clan" có tên "The Clan 2.5 Pt. 2 Guilty" đã được phát hành vào ngày 4 tháng 10. EP gồm sáu bài hát bao gồm cả ca khúc chủ đề "Fighter". Vào tháng 12, nhóm đã được trao giải "Nam nghệ sĩ xuất sắc nhất tiếp theo" tại Giải thưởng âm nhạc châu Á Mnet 2016.

### 2017-2018: Album phòng thu đầu tiên, ra mắt ở Nhật Bản và những chuyến lưu diễn thế giới

#### Năm 2017
- Vào tháng 1 năm 2017, nhóm đã ra mắt chương trình tạp kỹ của riêng mình có tên "Monsta X-Ray" thông qua JTBC2.
- Vào tháng 3 năm 2017, Monsta X đã phát hành album phòng thu đầu tiên của họ và phần cuối cùng của "The Clan" mang tên "The Clan Pt. 2.5: The Final Chapter". Ca khúc chủ đề mang tên "Beautiful". Album ra mắt ở vị trí số 1 trên bảng xếp hạng Album thế giới của Billboard với hơn 1.000 bản được bán ra. Monsta X cũng được xếp hạng trong Top 10 của bảng xếp hạng Album Heatboardekers của Billboard và ra mắt ở vị trí thứ 10. Hơn nữa, ca khúc chủ đề "Beautiful" đã xuất hiện ở vị trí thứ 4 trên bảng xếp hạng Bán hàng Bài hát Kỹ thuật số Thế giới của Billboard.
- Vào tháng 5 năm 2017, Monsta X đã ra mắt tại Nhật Bản dưới Universal của Nhật Bản Mercury Tokyo với đĩa đơn tiếng Nhật đầu tiên - "Hero", bao gồm phiên bản tiếng Nhật của hai bài hát phát hành trước đó là "Hero" và "Stuck". Single "Hero" đầu tiên ở Nhật Bản đạt vị trí thứ hai trên bảng xếp hạng đĩa đơn hàng tuần của Oricon, bảng xếp hạng của Tower Records và bảng xếp hạng hàng tuần của Billboard Nhật Bản lần lượt lên vị trí số 1 và số 2. 'Hero" là album duy nhất của một nghệ sĩ nước ngoài đã ra mắt vào năm 2017 lọt vào top ba của bảng xếp hạng hàng tuần của Oricon.
- Vào ngày 19 tháng 6, Monsta X đã phát hành repackaged của "The Clan Pt. 2.5: The Final Chapter" có tên "Shine Forever" bao gồm các bài hát gốc trong album và hai bài hát phụ "Shine Forever" và "Gravity". Teaser video âm nhạc cho "Shine Forever" đã được phát hành vào ngày 14 tháng 6. Bài hát chủ đề, "Shine Forever" bao gồm lời rap được viết bởi Jooheon và I.M, là sự kết hợp giữa future base và hiphop.
- Nhóm bắt đầu chuyến lưu diễn thế giới đầu tiên, "The First World Tour - Monsta X Beautiful" vào tháng 6. Hyungwon vì vấn đề sức khỏe đã không thể tham gia vào một số địa điểm nằm trong danh sách biểu diễn của nhóm.
- Monsta X đã phát sóng mùa thứ hai của Monsta X-Ray vào tháng 7. Monsta X đã phát hành một bài hát mùa hè, "Newton" vào ngày 27 tháng 7. Video âm nhạc cho bài hát được sản xuất bởi Yoo Sung-gyun của Sunny Visual.
- Vào ngày 23 tháng 8, đĩa đơn tiếng Nhật thứ hai, "Beautiful" đã được phát hành. "Beautiful" phiên bản tiếng Nhật đã đạt vị trí số một trên bảng xếp hạng hàng ngày của Oricon.
- Vào ngày 7 tháng 11, mini album thứ năm của họ có tựa đề "The Code" với ca khúc chủ đề "Dramarama" đã được phát hành. Vào ngày phát hành album, MONSTA X COMEBACK SHOW-CON tổ chức tại nhà thi đấu Changchun.
- Ngày 14 tháng 11 năm 2017, sau 2 năm 6 tháng kể từ ngày ra mắt, Monsta X đã giành được hạng nhất đầu tiên trong sự nghiệp của họ trên chương trình âm nhạc "The Show" của SBS MTV với "Dramarama".
- Vào ngày 18 tháng 12, nhóm đã phát hành đĩa đơn đặc biệt "Lonely Christmas", như một bản phát hành kỳ nghỉ đặc biệt bất ngờ cho người hâm mộ của họ. Bài hát được sáng tác bởi Jooheon.
- Vào ngày 13 tháng 1 năm 2018, nhóm đã phục vụ như những người cầm đuốc trong ngày đầu tiên của chặng Seoul của lễ rước đuốc Olympic trong cuộc rước đuốc Thế vận hội mùa đông Pyeongchang 2018. Họ đã thể hiện tinh thần đồng đội của mình, với mỗi thành viên trong số bảy thành viên thay phiên nhau mang ngọn lửa Olympic tượng trưng.
- Nhóm đã chính thức phát hành đĩa đơn tiếng Nhật thứ ba, bao gồm bài hát gốc tiếng Nhật đầu tiên của họ là "Spotlight" vào ngày 31 tháng 1. Trước đây họ đã biểu diễn bài hát này trong "MONSTA X, Christmas Party 2017". Họ cũng đã mở một quán cà phê cộng tác trong một thời gian giới hạn từ ngày 19 tháng 1 đến ngày 18 tháng 2 tại Shinjuku Box.

#### Năm 2018
- Vào ngày 22 tháng 2 năm 2018, tài khoản Twitter chính thức của nhóm đã tiết lộ một poster cho chuyến lưu diễn thế giới thứ hai của họ, thông báo rằng chương trình đầu tiên được tổ chức tại Seoul tại Đấu trường Jang Chung vào ngày 26 và 27 tháng 5.
- Vào ngày 26 tháng 3, nhóm đã chính thức phát hành mini album thứ sáu "The Connect: Dejavu" gồm bảy bài hát. Ca khúc chủ đề mang tên "Jealousy", ngoài ra còn có "If Only" do Wonho sáng tác và "Special", sáng tác bởi Jooheon. Bài hát cùng tên được sản xuất bởi Hayden Bell, Shane Simmons & Harry Sommerdahland. Trong lần trở lại này, họ đã giành hạng nhất một lần nữa tại "The Show" của SBS MTV.
- Monsta X đã kết hợp cùng nhãn hàng "Lens Town" để sản xuất sản phẩm kính áp tròng "Monsta X Lens or MnX". Sản phẩm được ra mắt chính thức vào tháng Năm.
- Vào ngày 25 tháng 4, họ đã phát hành album Nhật Bản đầu tiên của họ với bài hát chủ đề "Puzzle". Album này chứa mười bài hát, bao gồm các bài hát gốc từ album đơn Nhật Bản trước đó của họ và bốn bài hát bổ sung. "Piece" đạt vị trí số 1 trên bảng xếp hạng Tower Records, tất cả các cửa hàng, số 3 trong album hàng tuần của Oricon, và bảng xếp hạng hàng tuần của Billboard. Sau đó, vào ngày 27 tháng 4, họ bắt đầu chuyến lưu diễn trực tiếp tại Nhật Bản đầu tiên tại Nagoya.
- Vào ngày 2 tháng 5, họ đã tham dự lễ hội văn hóa "C-Festival 2018" với tư cách là đại sứ chính thức cho việc quảng bá, được tổ chức bởi Bộ Ngoại giao, Đại sứ quán Thái Lan (Đại sứ quán Hàn Quốc), Gangnam-gu, sự kiện hợp tác công tư lớn nhất Hàn Quốc được tổ chức bởi COEX.
- Vào ngày 1 tháng 8, Monsta X đã phát hành một video âm nhạc cho ca khúc chủ đề "Livin 'It Up", chuẩn bị cho lần comeback tiếp theo tại Nhật. Đĩa đơn được phát hành vào ngày 12 tháng 9
- Vào ngày 1 tháng 10, nhóm đã trở thành người mẫu đại diện mới của Tonymoly.
- Vào ngày 4 tháng 10, tiếp theo là sự tài trợ một phần của công ty quần áo Ý Moncler kết hợp với cửa hàng hàng đầu mới của họ ở phường Minato, Tokyo.
- Monsta X đã phát hành full album thứ hai của họ "Take.1 Are You there?" và ca khúc chủ đề "Shoot Out" vào ngày 22 tháng 10.
- Vào ngày 9 tháng 11, phiên bản tiếng Anh của "Shoot Out" đã được phát hành. Ngoài ra, nhóm được Capital One chọn là ban nhạc K-Pop đầu tiên biểu diễn tại KIIS-FM Jingle Ball 2018. Với sự trở lại cùng "Shoot out", họ giành được với 4 hạng nhất tại 4 chương trình âm nhạc hàng tuần sau của Hàn Quốc: "The Show", "Show Champion", "Music Bank" và "M!Countdown".

### 2019: "Take 2. WE ARE HERE" và Tour diễn thế giới thứ 3, Wonho rời nhóm
- Vào tháng 1, Starship Ent. thông báo Monsta X sẽ trở lại vào tháng 2 với album phòng thu thứ ba của họ "Take.2 We Are Here" với ca khúc chủ đề mang tên "Alligator". Ngoài ra, ca khúc "Play it cool" nằm trong album lần này là sự hợp tác đầu tiên của Monsta X cùng với DJ. Steve Aoki.
- Vào tháng 2, công ty quản lý thông báo Jooheon sẽ đổi nghệ danh thành Joohoney.
- Vào tháng 3, ca khúc "Play It Cool" được sản xuất bởi Steve Aoki ra mắt MV phiên bản tiếng Anh. Thời gian này, Starship và MONSTA X cũng quyết định thay đổi logo gắn với nhóm kể từ thời điểm debut (2015).
- Starship Entertainment, đã công bố một tour diễn vòng quanh thế giới tới 12 quốc gia và 18 thành phố. Chuyến lưu diễn này của Monsta X đã kết thúc tại SVĐ Staples với quy mô khán giả hơn 21.000 người là một trong những địa điểm biểu diễn nghệ thuật lớn nhất ở Los Angeles và là một trong những địa điểm lớn nhất ở Mỹ. Họ cũng là nhóm nhạc Kpop thứ 2 đặt chân vào nơi đây để tổ chức concert cho riêng mình. Buổi biểu diễn được phát sóng trực tiếp độc quyền thông qua VLive+. Thành viên Kihyun trước đó bị chấn thương ở ngực. Theo như lời khuyên của các bác sĩ, anh không nên tham gia buổi biểu diễn này. Tuy nhiên, anh đã thuyết phục công ty cho phép mình được biểu diễn sau khi sử dụng thuốc giảm đau liều cao. Vì vậy, SSE đã cho phép anh được ngồi diễn trong concert ngày hôm ấy.
- Vào ngày 27 tháng 5, MONSTA X trở thành nhóm nhạc Hàn Quốc đầu tiên xuất hiện trong bộ phim hoạt hình "We Bare Bears" của Cartoon Networks. Tập phim này có tên "Sinh nhật của Panda". Panda, là một fan cứng của MONSTA X. Hai chú gấu Grizz và Ice Bear đã dựng lên một kế hoạch để giúp Panda gặp được ban nhạc Hàn Quốc yêu thích vào ngày sinh nhật của cậu ấy. Các thành viên của MONSTA X đã trực tiếp lồng tiếng cho nhân vật hoạt họa của chính mình trong tập phim.
- Vào ngày 28 tháng 5, Monsta X đã ký hợp đồng với Epic Records để thu âm và phân phối các sản phẩm tiếng Anh bên ngoài Hàn Quốc.
- Vào ngày 12 tháng 6, Monsta X đã trình diễn trên sân khấu của sự kiện văn hóa diễn ra tại Oslo Opera House, Na Uy. Sự kiện này được tổ chức trong thời gian tổng thống Moon Jae In ở lại Na Uy sau khi được mời đến kỷ niệm 60 năm quan hệ ngoại giao giữa hai nước. Tại đây, Monsta X đã có dịp gặp gỡ, trò chuyện cũng như bắt tay và chụp hình chung với tổng thống và phu nhân.
- Vào ngày 12 tháng 6, nhóm đã phát hành đĩa đơn tiếng Nhật, "Alligator" phiên bản tiếng Nhật và một bài hát gốc, "Swish".
- Nhà bán lẻ CD hàng đầu Nhật Bản - Tower Records - đã chia sẻ bảng xếp hạng hằng năm cho các album bán chạy nhất tại các cửa hàng trong nửa đầu năm 2019. MONSTA X đã đạt được #1 và #2 cho hai đĩa đơn tiếng Nhật là "Shoot out" và "Alligator", #9 cho album tiếng Hàn được nhập khẩu vào Nhật là "Take 2 We are here".
- Vào ngày 14 tháng 6, Monsta X đã phát hành một bài hát tiếng Anh mới có tên "Who Do U Love?" với Epic Records, hợp tác với rapper French Montana. Ca khúc "Who do u love?" của Monsta X đã xuất hiện trên BXH Billboard của tuần ở vị trí số 39. Họ là nghệ sĩ Hàn Quốc thứ 3 và là nhóm nhạc Kpop thứ 2 xuất hiện trên các BXH này sau PSY và BTS.
- Ngày 11/7, Monsta X trở thành khách mời trong chương trình "Good Morning Britain". Monsta X là nghệ sĩ Hàn Quốc đầu tiên xuất hiện trong chương trình. Tuy nhiên, Hyungwon vì vấn đề sức khỏe đã không thể tham gia cùng các thành viên.
- Ngày 1/8, Monsta X xuất hiện trên "Good Morning America". Đây talk show trên chương trình truyền hình Mỹ của cả nhóm để đẩy mạnh các hoạt động tại thị trường này đồng thời quảng bá cho đĩa đơn mới "Who do you love?"
- Ngày 8/8, Monsta X tham gia ghi cho hình chương trình Jimmy Kimmel Live! tại LA, Mỹ. Jimmy Kimmel Live! là một talkshow do nghệ sĩ hài nổi tiếng của Mỹ Jimmy Kimmel dẫn dắt. Đây là chương trình thương hiệu của kênh ABC và là show truyền hình nổi tiếng với sự xuất hiện của nhiều ngôi sao Hollywood. Vé tham dự chương trình có sự góp mặt của Monsta X đã được "tẩu tán" nhanh chóng ngay khi vừa mở bán.
- Ngày 11/8 (theo giờ địa phương), lễ trao giải Teen Choice Awards 2019 đã chính thức diễn ra tại Hermosa Beach, California, Mỹ. Monsta X trở thành nghệ sĩ Kpop đầu tiên biểu diễn tại lễ trao giải này.
- Starship Entertainment thông báo MONSTA X sẽ có bộ nhận diện nhân vật mới mang tên "Twotuckgom" (dịch nghĩa đen: "Gấu hai cằm"). Đây là những nhân vật dễ thương gắn bó mật thiết với tính cách riêng biệt của từng thành viên MONSTA X. Họ cũng cho ra mắt đoạn video giới thiệu về những nhân vật đáng yêu này trên kênh YouTube chính thức. Ngoài ra, nhóm cũng công bố chương trình tạp kỹ mới chiếu trên kênh YouTube này mang tên "MONSTA X'S PUPPY DAY".
- Ngày 28/10: Nhóm trở lại với mini album thứ & "FOLLOW: FIND YOU"
- Vào ngày 31 tháng 10, Starship Entertainment đã đưa ra một tuyên bố trên Twitter thông báo rằng thành viên Wonho sẽ rời nhóm để tránh ảnh hưởng tiêu cực đến nhóm sau những cáo buộc gần đây. Cơ quan này có kế hoạch hành động pháp lý chống lại những tin đồn ác ý.[1]
- Ngày 7/12: Tham gia concert "Jingle Bash" của kênh Chicago B96
- Ngày 9-14/12: Tham gia tour diễn của IheartRadio "Jingle Ball" tai 3 thành phố của Mỹ
- Ngày 10/12: Nhóm biểu diễn tại buổi lễ kỉ niệm "CHANEL N°5 IN THE SNOW" của thương hiệu thời trang nổi tiếng CHANEL tại New York.
- Ngày 17-18/12: Tổ chức "Christmas Party 2019 in Tokyo"
- Ngày 21/12: Montsta X trở thành nhóm nhạc Kpop duy nhất tham gia "MLD Beast Fest" tại Ả Rập Saudi. Nhóm đã biểu diễn 13 bài hát, bao gồm một sân khấu chung với Steve Aoki.

2020: Full album tiếng Anh đầu tay "All About Luv", sự trở lại với Mini Album thứ 8 'FANTASIA X' và full album thứ 3 'FATAL LOVE'
- 11/1: Monsta X tham gia sự kiện "V Heartbeat Year End Party 2019" tại Thành phố Hồ Chí Minh, đây là lần thứ hai nhóm đến Việt Nam từ sự kiện V Heartbeat năm 2018. Nhóm đã kết thúc chương trình bằng loạt ca khúc lần lượt là "Play It Cool", "Oh My", "Rodeo" và "Follow".
- 18/1-19/1: Nhóm đã có hai buổi fancon 'MONSTA X FAN-CON: MX HOME PARTY' tại Nhà thi đấu Jamsil.
- 14/2: Full album tiếng Anh đầu tiên, All About Luv, được phát hành tại Hoa Kỳ và các hoạt động quảng cáo khác nhau đã được tổ chức tại đây.
- 24/2: Bảng xếp hạng album chính thức của Billboard'Billboard 200 ' thông báo album All About Luv đã ra mắt thành công ở vị trí thứ 5. Ngoài ra, album còn được xếp hạng 7 trong Album của Stone Stone'Top 200 ', đứng thứ 1 trong bảng xếp hạng của Radio Disney'Top Radio Disney Songs' và được chọn là Bài hát hay nhất của Tuần 5.. Đây được xem như là một bước tiến quan trọng đánh dấu thành công của nhóm ở thị trường Mỹ.
- 27/2-31/3: Monsta X hợp tác lần thứ 2 với NCSOFT "Two Tuck Gom" ra mắt chương trình giải trí thực tế thứ 2 mang tên "MONSTA X's TWOTUCKBEBE Day" được đăng tải trực tiếp trên YouTube của Two Tuck Gom.
- 3/3: MV "HERO" (Rooftop Ver) đã trở thành MV đầu tiên của nhóm đạt 100 triệu lượt xem trên YouTube.
- 6/4: Công ty quản lý Starship Entertainment của Monsta X chia sẻ thông qua SNS chính thức rằng concert 2020 Monsta X World Tour In Seoul vốn dự kiến diễn ra tại Nhà thi đấu Thể dục dụng cụ Olympic, Công viên Olympic, Seoul vào ngày 9/5/2020 (thứ Bảy) và 10/5/2020 (Chủ nhật) đã bị hủy bỏ do lo ngại sự lây lan của dịch Covid-19. Đồng thời tour diễn đến các thành phố ở Châu Âu cũng bị hủy bỏ do lo ngại về dịch Covd-19 tại đây.
- 4/5: Starship thông báo thành viên Shownu gặp chấn thương lưng khi đang tập luyện cho sự trở lại dự kiến vào 11/5 nên album mới sẽ được dời ngày phát hành sang 26/5.
- 23/5: Nền tảng dịch vụ video trên di động KT (Seezn), đã thông báo vào ngày 23 rằng họ sẽ ra mắt nội dung giải trí thực tế 'Monsta X's now on vacation'. Chương trình sẽ được phát hành độc quyền thông qua ứng dụng Seezn vào mỗi thứ Tư và thứ Năm lúc 6 giờ chiều bắt đầu vào thứ Tư, ngày 10 tháng Sáu
- 25/5: Hợp tác lần thứ 3 với NCSOFT "Two Tuck Gom" ra mắt chương trình giải trí thực tế tiếp theo là "MONSTAX의 캠프닉" được đăng tải trên YouTube của Two Tuck Gom.
- 26/5: Mini Album "FANTASIA X" được phát hành với bài hát chủ đề là "Fantasia". Đánh dấu sự trở lại của nhóm sau 8 tháng và là lần comeback đầu tiên với đội hình 6 người.
- 2/6: Nhóm giành được hạng 1 đầu tiên và duy nhất cho lần comeback này trên chương trình ca nhạc hàng tuần "The Show".
- 20/6: Biểu diễn online tại 'KCON:TACT 2020 SUMMER'
- 7/7 - 28/7: Hợp tác lần thứ 4 với NCSOFT "Two Tuck Gom" ra mắt chương trình giải trí tiếp theo là "MONSTA X's Newtroland" được đăng tải trên YouTube của Two Tuck Gom.
- 9/8: Công chiếu online concert MONSTA X Live From Seoul With Luv trên nền tảng LiveXLive
- 27/9: Tham gia biểu diễn tại 2020 SUPER ON:TACT DAY 1
- 2/11: Ra mắt album phòng thu thứ 3 'FATAL LOVE'
- 13/11: Xác nhận tham gia nền tảng UNIVERSE của NCSOFT cùng với 11 nhóm nhạc, ca sĩ khác.
- 28/11: Giành Daesang đầu tiên trong sự nghiệp tại 2020 AAA với "Stage of The Year""

### 2021:
- 6,7/3: Tổ chức fancon 'MONSTA X FAN-CON: MX UNIVERSITY'
- 14/4: Ra mắt album tiếng Nhật 'Flavors Of Love'
- 1/6: Mini album thứ 9 One Of A Kind được phát hành. Thành viên Shownu được chẩn đoán bong võng mạc trái và không thể tham gia hoạt động lần này.
- 10/9: Phát hành single 'One day'

## Thông tin các thành viên
| Nghệ danh           | Nghệ danh | Nghệ danh    | Tên khai sinh  | Tên khai sinh | Tên khai sinh      | Tên khai sinh | Tên khai sinh    | Vai trò                    | Ngày sinh         | Nơi sinh                    | Quốc tịch |
| Latinh              | Hangul    | Kana         | Latinh         | Hangul        | Kana               | Hanja         | Hán-Việt         | Vai trò                    | Ngày sinh         | Nơi sinh                    | Quốc tịch |
| Thành viên hiện tại |           |              |                |               |                    |               |                  |                            |                   |                             |           |
| Shownu              | 셔누      | ショヌ       | Son Hyun-woo   | 손현우        | ソン・ヒョヌ       | 孫賢祐        | Tôn Hiền Hữu     | Main Dancer, Lead Vocalist | 18 tháng 6, 1992  | Dobong-gu, Seoul, Hàn Quốc  | Hàn Quốc  |
| Minhyuk             | 민혁      | ミニョク     | Lee Min-hyuk   | 이민혁        | イ・ミニョク       | 李玟爀        | Lý Mẫn Hách      | Sub Vocalist               | 3 tháng 11, 1993  | Jongno-gu, Seoul, Hàn Quốc  | Hàn Quốc  |
| Kihyun              | 기현      | キヒョン     | Yoo Ki-hyun    | 유기현        | ユ・ギヒョン       | 柳基現        | Liễu Cơ Hiện     | Main Vocalist              | 22 tháng 11, 1993 | Goyang, Hàn Quốc            | Hàn Quốc  |
| Hyungwon            | 형원      | ヒョンウォン | Chae Hyung-won | 채형원        | チェ・ヒョンウォン | 蔡亨願        | Thái Hanh Nguyện | Lead Dancer, Sub Vocalist  | 15 tháng 1, 1994  | Gwangsan, Gwangju, Hàn Quốc | Hàn Quốc  |
| Joohoney            | 주헌      | ジュホン     | Lee Joo-heon   | 이주헌        | イ・ジュホン       | 李周憲        | Lý Châu Hiến     | Main Rapper                | 6 tháng 10, 1994  | Daegu, Hàn Quốc             | Hàn Quốc  |
| I.M                 | 아이엠    | アイエム     | Im Chang-kyun  | 임창균        | イム・チャンギュン | 任創均        | Nhâm Sang Quân   | Lead Rapper                | 26 tháng 1, 1996  | Gwangju, Hàn Quốc           | Hàn Quốc  |
| Cựu thành viên      |           |              |                |               |                    |               |                  |                            |                   |                             |           |
| Wonho               | 원호      | ウォノ       | Lee Ho-seok    | 이호석        | イ・ホソク         | 李虎錫        | Lý Hổ Tích       | Lead Vocalist, Lead Dancer | 1 tháng 3, 1993   | Anyang, Gyeonggi, Hàn Quốc  | Hàn Quốc  |

## Tours & Concerts

### Asian tours
- Monsta X The First Live "X-Clan Origins" (2016-2017)
- Monsta X 1st Japan Live Tour: Piece (2018)
- Monsta X 2nd Japan Live Tour: Picnic (2019)

### World tours
- Monsta X The First World Tour "Beautiful" (2017)
- Monsta X The Second World Tour "The Connect" (2018)
- Monsta X The Third World Tour "We Are Here" (2019)

FANCON AND OTHERS
- 공식팬클럽 'MONBEBE' 1기 창단식 (2016)
- MONSTA X 'COMEBACK SHOW-CON' (2017)
- 몬스타엑스 FAN-CON［소풍］With MONBEBE (2018)
- MONSTA X FAN-CON: 소풍 with MONBEBE (2019)
- MONSTA X FAN-CON: MX HOME PARTY (2020)
- MONSTA X FAN-CON: MX UNIVERSITY (2021)

## Phim
| Năm  | Network         | Series                | Vai diễn |
| ---- | --------------- | --------------------- | -------- |
| 2015 | KBS2            | The Producers         | Cameo    |
| 2015 | Naver TV Cast   | High-End Crush        | Cameo    |
| 2016 | iQiyi           | Good Evening, Teacher | Cameo    |
| 2017 | KBS2            | Hit the Top           | Cameo    |
| 2019 | Cartoon network | We bare bears         | Host     |

## Truyền hình thực tế
| Năm       | Network                       | Show                                  |
| --------- | ----------------------------- | ------------------------------------- |
| 2014–2015 | Mnet                          | No.Mercy                              |
| 2014–2015 | 1theK YouTube Channel         | Deokspatch                            |
| 2015      | 1theK YouTube Channel         | Deokspatch X                          |
| 2015      | 1theK YouTube Channel         | Deokspatch X²                         |
| 2016      | 1theK YouTube Channel         | Right Now!                            |
| 2016      | 아미고TV - Amigo TV           | Amigo TV                              |
| 2017      | V Live                        | No Exit Broadcast                     |
| 2017      | 아미고TV - Amigo TV           | Amigo TV ss2                          |
| 2017      | JTBC2                         | Monsta X-Ray                          |
| 2017      | JTBC2                         | Monsta X-Ray 2                        |
| 2018      | JTBC2                         | Monsta X-Ray 3                        |
| 2018      | Rakuten Viki                  | When You Call My Name (with Gallant)  |
| 2018      | M2                            | 코노파이트                            |
| 2018      | 아미고TV - Amigo TV           | Amigo TV SS4                          |
| 2019      | TWO TUCK GOM YouTube Chanel   | Monsta X's Puppy day                  |
| 2019      | U+아이돌 Live (Idol Live) App | I LOG U'S MONSTA X - Monsta X in JEJU |
| 2019      | 딩고 뮤직 / dingo music       | 미래일기 (ep 15,16)                   |
| 2020      | TWO TUCK GOM                  | MONSTA X's TWOTUCKBEBE Day            |
| 2020      | TWO TUCK GOM                  | MONSTAX의 캠프닉                      |
| 2020      | Seezn                         | Monsta X's now on vacation            |
| 2020      | TWO TUCK GOM                  | Monsta X's Newtroland                 |
| 2020      | 딩고 뮤직 / dingo music       | Dingo School                          |
| 2021      | UNIVERSE                      | AREA51: THE CODE                      |

## Giải thưởng
| Ngày  | Giải thưởng                                 | Giải                                                      |
| 2015  | 2015                                        | 2015                                                      |
| ----- | ------------------------------------------- | --------------------------------------------------------- |
| 7/11  | 7th Melon Music Awards                      | 1TheK Performance Award                                   |
| 2/12  | 2015 Mnet Asian Music Awards                | Next Generation Asian Artist                              |
| 2016  |                                             |                                                           |
| 17/1  | 25th High1 Seoul Music Awards               | Dance Performance                                         |
| 20/1  | 30th Golden Disk Awards                     | Next Generation Star                                      |
| 2017  |                                             |                                                           |
| 14/1  | 31st Golden Disk Awards                     | Album Bonsang                                             |
| 20/9  | The 1st Soribada Best K Music Awards        | Bonsang                                                   |
| 15/11 | 2017 Asia Artist Awards                     | Best Entertainer                                          |
| 29/11 | 2017 Mnet Asian Music Awards                | Best Concert Performance                                  |
| 18/12 | 2017 First Brand Awards                     | Best Male Idol                                            |
| 2018  |                                             |                                                           |
| 11/1  | 32nd Golden Disk Awards                     | Album Bonsang                                             |
| 25/1  | 27th High1 Seoul Music Awards               | Discovery Of The Year                                     |
| 30/8  | The 2nd Soribada Best K Music Awards        | New Hallyu Artist                                         |
| 30/8  | The 2nd Soribada Best K Music Awards        | Bonsang                                                   |
| 28/11 | 2018 Asia Artist Awards                     | Discovery Of The Year                                     |
| 28/11 | 2018 Asia Artist Awards                     | Best Icon                                                 |
| 12/12 | 2018 Mnet Asian Music Awards                | Worldwide Fanchoice's Top 10                              |
| 12/12 | 2018 Mnet Asian Music Awards                | Style In Music                                            |
| 2019  |                                             |                                                           |
| 6/1   | 33rd Golden Disk Awards                     | Album Bonsang                                             |
| 15/1  | 28th High1 Seoul Music Awards               | Bonsang                                                   |
| 24/4  | The 1st The Fact Music Awards               | Best Performer                                            |
| 24/4  | The 1st The Fact Music Awards               | Artist of the year                                        |
| 22/8  | The 3rd Soribada Best K Music Awards        | New Wave Award                                            |
| 22/8  | The 3rd Soribada Best K Music Awards        | Bonsang                                                   |
| 30/10 | 2019 Korean Popular Culture And Arts Awards | Khen thưởng của Bộ trưởng bộ Văn hóa, Thể thao va Du lịch |
| 16/11 | 2019 VLIVE Awards VHEARTBEAT                | Global Artist Top 12                                      |
| 16/11 | 2019 VLIVE Awards VHEARTBEAT                | VLIVE GLOBAL PARTNERSHIP                                  |
| 4/12  | 2019 Mnet Asian Music Awards                | World Performer                                           |
| 4/12  | 2019 Mnet Asian Music Awards                | WORLDWIDE FANCHOICE'S TOP 10                              |
| 2020  |                                             |                                                           |
| 5/1   | 34th Golden Disk Awards                     | Album Bonsang                                             |
| 8/1   | 9th Gaon Chart Music Awards                 | World Hallyu Star                                         |
| 30/1  | 29th High1 Seoul Music Awards               | Bonsang                                                   |
| 16/3  | The 2nd The Fact Music Awards               | Artist of the year                                        |
| 28/11 | 2020 Asia Artist Awards                     | Stage of the year                                         |
| 5/12  | 15th Asia Model Awards                      | Asian Star Award Singer                                   |
| 5/12  | 12nd Melon Music Awards                     | Best Performance                                          |
| 6/12  | 2020 Mnet Asian Music Awards                | Best Stage                                                |
| 12/12 | The 3rd The Fact Music Awards               | Artist of the year                                        |
| 2021  |                                             |                                                           |
| 9/1   | 35th Golden DIsk Awards                     | Best group                                                |
| 31/1  | 30th High1 Seoul Music Awards               | Bonsang                                                   |
| 2022  |                                             |                                                           |
| 26/11 | 14th Melon Music Awards                     | Global Artist                                             |
| 2023  |                                             |                                                           |
| 11/2  | 30th Anniversary Hanteo Music Awards        | Global Artist Award Oceania Category                      |

## Giải thưởng và đề cử
| Năm  | Giải                     | Loại                       | Người nhận | Kết quả |
| ---- | ------------------------ | -------------------------- | ---------- | ------- |
| 2015 | Simply K-Pop Awards      | Best Rising Star Boy Group | Monsta X   | Thắng   |
| 2017 | V Live Awards            | Global Artist Top 10       | Monsta X   | Thắng   |
| 2017 | Korea First Brand Awards | Male Idol                  | Monsta X   | Thắng   |
| 2018 | V Live Awards            | Global Artist Top 10       | Monsta X   | Thắng   |

### Chương trình âm nhạc

#### The Show
| Năm  | Ngày        | Bài hát      |
| ---- | ----------- | ------------ |
| 2017 | 14 tháng 11 | "Dramarama"  |
| 2018 | 17 tháng 4  | "Jealousy"   |
| 2018 | 30 tháng 10 | "Shoot Out"  |
| 2019 | 26 tháng 2  | "Alligator"  |
| 2019 | 5 tháng 11  | "Follow"     |
| 2020 | 2 tháng 6   | "Fantasia"   |
| 2020 | 10 tháng 11 | "Love Killa" |
| 2021 | 23 tháng 11 | "Rush Hour"  |
| 2021 | 30 tháng 11 | "Rush Hour"  |

#### Show Champion
| Năm  | Ngày        | Bài hát      |
| ---- | ----------- | ------------ |
| 2018 | 31 tháng 10 | "Shoot Out"  |
| 2019 | 27 tháng 2  | "Alligator"  |
| 2020 | 11 tháng 11 | "Love Killa" |
| 2021 | 24 tháng 11 | "Rush Hour"  |
| 2021 | 1 tháng 12  | "Rush Hour"  |
| 2022 | 4 tháng 5   | "Love"       |

#### M Countdown
| Năm  | Ngày       | Bài hát     |
| ---- | ---------- | ----------- |
| 2018 | 1 tháng 11 | "Shoot Out" |
| 2019 | 28 tháng 2 | "Alligator" |
| 2019 | 7 tháng 11 | "Follow"    |

#### Music Bank
| Năm  | Ngày        | Bài hát     |
| ---- | ----------- | ----------- |
| 2018 | 2 tháng 11  | "Shoot Out" |
| 2019 | 1 tháng 3   | "Alligator" |
| 2021 | 26 tháng 11 | "Rush Hour" |
| 2022 | 6 tháng 5   | "Love"      |

## Danh sách đĩa nhạc

### Hàn Quốc
| STT | Tên                           | Năm        | Loại       |
| --- | ----------------------------- | ---------- | ---------- |
| 1   | TRESPASS                      | 14/5/2015  | Mini album |
| 2   | RUSH                          | 7/9/2015   | Mini album |
| 3   | Rush Digital Repackage 'Hero' | 22/10/2015 | Mini album |
| 4   | THE CLAN pt.1 "LOST"          | 18/5/2016  | Mini album |
| 5   | THE CLAN pt.2 "GUILTY"        | 4/10/2016  | Mini album |
| 6   | THE CLAN pt.2.5 "BEAUTIFUL"   | 21/3/2017  | Full album |
| 7   | SHINE FOREVER                 | 19/6/2017  | Full album |
| 8   | THE CODE                      | 7/11/2017  | Mini album |
| 9   | THE CONNECT: DEJAVU           | 26/3/2018  | Mini album |
| 10  | TAKE 1. ARE YOU THERE?        | 22/10/2018 | Full album |
| 11  | TAKE 2. WE ARE HERE           | 18/2/2019  | Full album |
| 12  | FOLLOW: FIND YOU              | 28/10/2019 | Mini album |
| 13  | ALL ABOUT LUV                 | 14/2/2020  | Full album |
| 14  | FANTASIA X                    | 26/5/2020  | Mini album |
| 15  | FATAL LOVE                    | 2/11/2020  | Full album |
| 16  | One Of A Kind                 | 1/6/2021   | Mini album |
| 17  | No Limit                      | 19/11/2021 | Mini album |
| 18  | Shape of Love                 | 26/04/2022 | Mini album |
| 19  | Reason                        | 09/01/2023 | Mini album |

### Nhật Bản
| STT | Tên                           | Năm        | Loại       |
| --- | ----------------------------- | ---------- | ---------- |
| 1   | Hero (Japanese version)       | 26/4/2017  | Single     |
| 2   | Beautiful (Japanese version)  | 2/8/2017   | Single     |
| 3   | Spotlight                     | 31/1/2018  | Single     |
| 4   | Piece                         | 25/4/2018  | Full album |
| 5   | Livin' it up                  | 12/9/2018  | Single     |
| 6   | Shoot Out (Japanese version)  | 26/2/2019  | Single     |
| 7   | Shoot Out (+Flash back)       | 27/3/2019  | Single     |
| 8   | Alligator (Japanese version)  | 7/5/2019   | Single     |
| 9   | Alligator (+Swish)            | 12/6/2019  | Single     |
| 10  | X-Phenomenon                  | 15/7/2019  | Single     |
| 11  | Carry On                      | 12/8/2019  | Single     |
| 12  | Phenomenon                    | 21/8/2019  | Full album |
| 13  | Wish On The Same Sky          | 15/4/2020  | Single     |
| 14  | Love Killa (Japanese version) | 16/12/2020 | Single     |
| 15  | Wanted                        | 10/3/2021  | Single     |
| 16  | Flavors Of Love               | 14/4/2021  | Full album |

### OST và hợp tác
| STT | Tên                                               | Năm        | Nghệ sĩ                             |
| --- | ------------------------------------------------- | ---------- | ----------------------------------- |
| 1   | Orange Marmalde OST Part.2 "Attracted Woman"      | 1/5/2015   | Kihyun, Joohoney                    |
| 2   | STARSHIP PLANET 2015 "Softly"                     | 2/12/2015  | MONSTA X và nghệ sĩ của Starship    |
| 3   | Do better                                         | 6/8/2016   | Y-Teen (MONSTA X và WJSN)           |
| 3   | Sopaholic Louis OST Part.7 "The Tiger Moth        | 27/10/2016 | MONSTA X                            |
| 4   | Newton                                            | 27/7/2017  | MONSTA X                            |
| 5   | STARSHIP PLANET 2017 "Christmas Day"              | 8/12/2017  | MONSTA X và nghệ sĩ của Starship    |
| 6   | Lonely Christmas                                  | 18/12/2017 | MONSTA X                            |
| 7   | TwoYoo Project Sugarman 2 Part.11 "As I Told You" | 2/4/2018   | MONSTA X                            |
| 8   | STARSHIP PLANET 2018 "Christmas Time"             | 5/12/2018  | MONSTA X và nghệ sĩ của Starship    |
| 9   | Play It Cool                                      | 25/3/2019  | MONSTA X hợp tác cùng DJ Steve Aoki |
| 10  | Breath For You                                    | 24/7/2019  | OST MONSTA X's Puppy Day            |
| 11  | LOVE U                                            | 20/9/2019  | MONSTA X                            |
| 12  | Magnetic                                          | 20/12/2019 | MONSTA X, Sebastian Yatra           |
| 13  | Here We Are                                       | 18/3/2020  | OST MONSTA X'S TWOTUCKBEBE DAY      |
| 14  | Reckless                                          | 2/8/2020   | OST MONSTA X'S NEWTROLAND           |
| 16  | Have a good night                                 | 11/11/2020 | Shownu, Minhyuk                     |